# Odense BK
Der Odense Boldklub (kurz: Odense BK oder OB) ist ein dänischer Fußballverein in Odense, Region Syddanmark, der nach einem einjährigen Intermezzo in der zweitklassigen 1. Division ab 2025/26 wieder in der erstklassigen Superliga antritt. Die Heimspiele werden im Nature Energy Park ausgetragen. Der Sitz des Klubs liegt in Ådalen, in der Nähe zur Odense Å.

## Geschichte

### Die ersten Jahre
Der Verein wurde am 12. Juli 1887 als Odense Criketklub gegründet, wobei Cricket zunächst die einzige Sportart war. 1889 wurden Fußball und Tennis als weitere Sportarten aufgenommen, und der Vereinsname wurde in Odense Boldklub geändert.
Im Fußballbereich konnte 1916 mit dem Gewinn der lokalen Meisterschaft der erste Erfolg gefeiert werden. Dadurch qualifizierte sich die Mannschaft für das Halbfinale der nationalen Meisterschaft, wo man 9:3 gegen den späteren Meister B.93 Kopenhagen verlor.

### 1945 bis 1975: Bewegte Zeiten
Nach der Neuorganisation der dänischen Fußballligen nach der deutschen Besatzung im Zweiten Weltkrieg, fand sich Odense in der dritten Liga wieder. Durch gute Leistungen und den beiden herausragenden Spielern Jørgen Leschly Sørensen und Svend Jørgen Hansen, erreichte die Mannschaft schnell die höchste Liga Dänemarks. Hansen war auch der erste Nationalspieler Dänemarks. Sørensen wurde 1949 an den italienischen Verein Atalanta Bergamo verkauft.
1951 erlangte OB die Silbermedaille in der nationalen Meisterschaft. Man scheiterte im Finale an den Akademisk Boldklub. Nach diesem Erfolg ging es schnell abwärts. 1959 fand sich die Mannschaft wieder in der zweiten Liga wieder. Zwischendurch gelang 1957 und 1966 der Aufstieg in die 1. Division, Odense hielt sich aber bis 1975 nie lange in der ersten Liga. 1974 erreichte die Mannschaft ihr erstes Pokalfinale, welches mit 5:2 gegen Vanløse IF verloren ging.

### 1975 bis 1990: Die besten Jahre
1975 stieg Odense BK erneut in die erste Liga auf. Unter Trainer Richard Møller Nielsen und mit einer sehr guten Mannschaft erlangte OB 1977 die erste Meisterschaft. Mittelfeldspieler Allan Hansen wurde zum besten Torschützen und Spieler der Liga gewählt. Diese Erfolge konnte Hansen 1981 wiederholen. Durch den Gewinn der Meisterschaft nahm Odense 1978 zum ersten Mal am Europapokal der Landesmeister teil. Dort traf die Mannschaft in der ersten Runde auf Lokomotive Sofia. Das Hinspiel endete 2:2. Im anschließenden Rückspiel unterlagen die Dänen mit 2:1.
Die Erfolgsserie ging für Odense weiter. 1980 wurde OB Dritter und 1982 gewann man die zweite Meisterschaft. Zusammen mit dem Pokalgewinn 1983 erlangte die Mannschaft sogar das Double. Nachdem im selben Jahr der Boldklubben 1909 in die zweite Liga absteigen musste, war Odense die beste Mannschaft auf der Insel Fünen.
In dieser Zeit konnte OB mit vielen dänischen Talenten glänzen. Keld Bordinggaard wurde 1982 zum Nachwuchsspieler des Jahres ernannt. Der beste Spieler der Mannschaft in dieser Zeit war Lars Høgh, der von 1977 bis 1999 für den Verein insgesamt 817 Spiele absolvierte. 1989 wurde Odense zum dritten Mal Meister, diesmal unter dem neuen Trainer Roald Poulsen. Neben Høgh gehörten Ulrik Moseby, Johnny Anker Hansen und Per Pedersen zu den Leistungsträgern. Letzterer wurde 1997 für die Rekordablösesumme von 2,3 Millionen Pfund an Blackburn Rovers verkauft.

### 1991 bis heute: Die Superliga
1991 konnte der Verein den dänischen Pokal gegen Aalborg BK gewinnen. Dieser Erfolg ließ sich nicht auf die dänische Superliga übertragen. In der Herbstsaison landete OB auf dem letzten Platz und musste an der Qualifikationsliga teilnehmen. Über einen zweiten Platz konnte sich die Mannschaft wieder für die Superliga qualifizieren.
In der Saison 1992/1993 erreichte OB den zweiten Platz hinter dem FC Kopenhagen und erlangte seinen dritten Pokalerfolg. In der Saison 1995/96 wurde die Mannschaft erneut Dritter der Liga.
Am Ende der Saison 1997/1998 musste Odense BK in die zweite Liga absteigen. Der Wiederaufstieg gelang eine Saison später. 2002 und 2007 gewann die Mannschaft den dänischen Pokal und in der Saison 2008/2009 belegte man den zweiten Platz, das beste Ergebnis von OB seit dem Aufstieg 1999. 2009/2010 wurde man erneut Zweiter.
Obwohl man in der Vorrunde der Saison 2023/24 noch auf dem siebten Tabellenplatz gelegen hatte, musste OB nach der Abstiegsrunde am Ende der Saison als Vorletzter in die 1. Division absteigen. Die sofortige Rückkehr gelang in der folgenden Saison als Meister der 1. Division.

## Erfolge
- Dänische Fußballmeisterschaft
  - Meister (3): 1977, 1982, 1989

- Dänischer Fußballpokal
  - Sieger (5): 1982/83, 1990/91, 1992/93, 2001/02, 2006/07

### Saisonstatistik ab 1975
| Saison  | Liga        | Platz                 | Pokal         | Champions League   | Europa League      |
| ------- | ----------- | --------------------- | ------------- | ------------------ | ------------------ |
| 1975    | 2. Division | 01. Platz ▲           | 3. Runde      | nicht qualifiziert | nicht qualifiziert |
| 1976    | 1. Division | 05. Platz             | Viertelfinale | nicht qualifiziert | nicht qualifiziert |
| 1977    | 1. Division | 01. Platz             | Viertelfinale | nicht qualifiziert | nicht qualifiziert |
| 1978    | 1. Division | 04. Platz             | Viertelfinale | 1. Runde           | nicht qualifiziert |
| 1979    | 1. Division | 05. Platz             | 4. Runde      | nicht qualifiziert | nicht qualifiziert |
| 1980    | 1. Division | 03. Platz             | 4. Runde      | nicht qualifiziert | nicht qualifiziert |
| 1981    | 1. Division | 06. Platz             | 3. Runde      | nicht qualifiziert | nicht qualifiziert |
| 1982    | 1. Division | 01. Platz             | 3. Runde      | nicht qualifiziert | nicht qualifiziert |
| 1983    | 1. Division | 02. Platz             | Sieger        | 1. Runde           | nicht qualifiziert |
| 1984    | 1. Division | 09. Platz             | Viertelfinale | nicht qualifiziert | 1. Runde           |
| 1985    | 1. Division | 04. Platz             | 4. Runde      | nicht qualifiziert | nicht qualifiziert |
| 1986    | 1. Division | 08. Platz             | 4. Runde      | nicht qualifiziert | nicht qualifiziert |
| 1987    | 1. Division | 04. Platz             | Viertelfinale | nicht qualifiziert | nicht qualifiziert |
| 1988    | 1. Division | 06. Platz             | 4. Runde      | nicht qualifiziert | nicht qualifiziert |
| 1989    | 1. Division | 01. Platz             | 3. Runde      | nicht qualifiziert | nicht qualifiziert |
| 1990    | 1. Division | 08. Platz             | 3. Runde      | 1. Runde           | nicht qualifiziert |
| 1991    | Superliga   | 04. Platz             | Sieger        | nicht qualifiziert | nicht qualifiziert |
| 1991/92 | Superliga   | 10. Platz 02. Platz 1 | Viertelfinale | nicht qualifiziert | nicht qualifiziert |
| 1992/93 | Superliga   | 02. Platz 02. Platz   | Sieger        | nicht qualifiziert | nicht qualifiziert |
| 1993/94 | Superliga   | 02. Platz 04. Platz   | Achtelfinale  | nicht qualifiziert | nicht qualifiziert |
| 1994/95 | Superliga   | 03. Platz 08. Platz   | Halbfinale    | nicht qualifiziert | Viertelfinale      |
| 1995/96 | Superliga   | 03. Platz             | Halbfinale    | nicht qualifiziert | nicht qualifiziert |
| 1996/97 | Superliga   | 07. Platz             | Viertelfinale | nicht qualifiziert | 1. Runde           |
| 1997/98 | Superliga   | 12. Platz ▼           | Achtelfinale  | nicht qualifiziert | nicht qualifiziert |
| 1998/99 | 1. Division | 01. Platz ▲           | Viertelfinale | nicht qualifiziert | nicht qualifiziert |
| 1999/00 | Superliga   | 09. Platz             | Achtelfinale  | nicht qualifiziert | nicht qualifiziert |
| 2000/01 | Superliga   | 07. Platz             | Achtelfinale  | nicht qualifiziert | nicht qualifiziert |
| 2001/02 | Superliga   | 06. Platz             | Sieger        | nicht qualifiziert | nicht qualifiziert |
| 2002/03 | Superliga   | 04. Platz             | Achtelfinale  | nicht qualifiziert | 1. Runde           |
| 2003/04 | Superliga   | 04. Platz             | Halbfinale    | nicht qualifiziert | nicht qualifiziert |
| 2004/05 | Superliga   | 06. Platz             | Achtelfinale  | nicht qualifiziert | nicht qualifiziert |
| 2005/06 | Superliga   | 03. Platz             | Viertelfinale | nicht qualifiziert | nicht qualifiziert |
| 2006/07 | Superliga   | 04. Platz             | Sieger        | nicht qualifiziert | Gruppenphase       |
| 2007/08 | Superliga   | 04. Platz             | Achtelfinale  | nicht qualifiziert | nicht qualifiziert |
| 2008/09 | Superliga   | 02. Platz             | Achtelfinale  | nicht qualifiziert | nicht qualifiziert |
| 2009/10 | Superliga   | 02. Platz             | Halbfinale    | nicht qualifiziert | nicht qualifiziert |
| 2010/11 | Superliga   | 02. Platz             | Achtelfinale  | nicht qualifiziert | Gruppenphase       |
| 2011/12 | Superliga   | 10. Platz             | 3. Runde      | Play-offs          | Gruppenphase       |
| 2012/13 | Superliga   | 07. Platz             | Viertelfinale | nicht qualifiziert | nicht qualifiziert |
| 2013/14 | Superliga   | 08. Platz             | Achtelfinale  | nicht qualifiziert | nicht qualifiziert |
| 2014/15 | Superliga   | 09. Platz             | 2. Runde      | nicht qualifiziert | nicht qualifiziert |
| 2015/16 | Superliga   | 07. Platz             | 3. Runde      | nicht qualifiziert | nicht qualifiziert |
| 2016/17 | Superliga   | 11. Platz             | 3. Runde      | nicht qualifiziert | nicht qualifiziert |
| 2017/18 | Superliga   | 09. Platz             | Achtelfinale  | nicht qualifiziert | nicht qualifiziert |
| 2018/19 | Superliga   | 05. Platz             | Halbfinale    | nicht qualifiziert | nicht qualifiziert |
| 2019/20 | Superliga   | 09. Platz             | Achtelfinale  | nicht qualifiziert | nicht qualifiziert |
| 2020/21 | Superliga   | 09. Platz             | Viertelfinale | nicht qualifiziert | nicht qualifiziert |
| 2021/22 | Superliga   | 08. Platz             | Finale        | nicht qualifiziert | nicht qualifiziert |
| 2022/23 | Superliga   | 09. Platz             | 2. Runde      | nicht qualifiziert | nicht qualifiziert |
| 2023/24 | Superliga   | 11. Platz ▼           | Achtelfinale  | nicht qualifiziert | nicht qualifiziert |
| 2024/25 | 1. Division | 01. Platz ▲           | 1. Runde      | nicht qualifiziert | nicht qualifiziert |

### Europapokalbilanz
Die größten internationalen Erfolge erreichte OB in der Saison 1994/95. Nur über die Qualifikation in den UEFA-Pokal gestartet, warf OB in der zweiten Runde den 1. FC Kaiserslautern aufgrund eines mehr erzielten Auswärtstreffers aus dem Wettbewerb. Zuhause spielte man 0:0, in Kaiserslautern 1:1. Im Achtelfinale traf OB auf Real Madrid und siegte sensationell im Estadio Santiago Bernabéu mit 2:0, so dass trotz eines 2:3 im Rückspiel vor heimischer Kulisse das Viertelfinale erreicht wurde. Hier scheiterte OB ganz knapp am späteren UEFA-Pokalsieger AC Parma mit 0:1 und 0:0.
In der UEFA-Cup-Saison 2006/2007 warf der Club in der 1. Runde den deutschen Bundesligisten Hertha BSC durch ein 2:2 im Olympiastadion Berlin und ein 1:0 vor heimischer Kulisse aus dem Wettbewerb. 2011/12 verpasste man knapp den Einzug in die Gruppenphase der UEFA Champions League. Gegen den FC Villarreal gewann man das Hinspiel vor eigenem Publikum mit 1:0. Im Rückspiel unterlag man jedoch mit 0:3. Dadurch startete das Team zum zweiten Mal nacheinander in der Gruppenphase der UEFA Europa League.
| Saison  | Wettbewerb                    | Runde                  | Gegner                | Gesamt          | Hin     | Rück          |
| ------- | ----------------------------- | ---------------------- | --------------------- | --------------- | ------- | ------------- |
| 1978/79 | Europapokal der Landesmeister | 1. Runde               | Lokomotive Sofia      | 3:4             | 2:2 (H) | 1:2 (A)       |
| 1983/84 | Europapokal der Landesmeister | 1. Runde               | FC Liverpool          | 0:6             | 0:1 (H) | 0:5 (A)       |
| 1984/85 | UEFA-Pokal                    | 1. Runde               | Spartak Moskau        | 2:7             | 1:5 (H) | 1:2 (A)       |
| 1990/91 | Europapokal der Landesmeister | 1. Runde               | Real Madrid           | 01:10           | 1:4 (H) | 0:6 (A)       |
| 1991/92 | Europapokal der Pokalsieger   | Vorrunde               | Galway United         | 7:0             | 3:0 (A) | 4:0 (H)       |
| 1991/92 | Europapokal der Pokalsieger   | 1. Runde               | FC Banik Ostrava      | 1:4             | 0:2 (H) | 1:2 (A)       |
| 1993/94 | Europapokal der Pokalsieger   | Vorrunde               | NK Celje              | 1:0             | 1:0 (A) | 0:0 (H)       |
| 1993/94 | Europapokal der Pokalsieger   | 1. Runde               | FC Arsenal            | 2:3             | 1:2 (H) | 1:1 (A)       |
| 1994/95 | UEFA-Pokal                    | Vorrunde               | FC Flora Tallinn      | 6:0             | 3:0 (H) | 3:0 (A)       |
| 1994/95 | UEFA-Pokal                    | 1. Runde               | Linfield FC           | 6:1             | 1:1 (A) | 5:0 (H)       |
| 1994/95 | UEFA-Pokal                    | 2. Runde               | 1. FC Kaiserslautern  | (a)1:1(a)       | 1:1 (A) | 0:0 (H)       |
| 1994/95 | UEFA-Pokal                    | 3. Runde               | Real Madrid           | 4:3             | 2:3 (H) | 2:0 (A)       |
| 1994/95 | UEFA-Pokal                    | Viertelfinale          | AC Parma              | 0:1             | 0:1 (A) | 0:0 (H)       |
| 1995    | UEFA Intertoto Cup            | Gruppenphase           | Bohemians Dublin      | 2:0             | 2:0 (A) |               |
| 1995    | UEFA Intertoto Cup            | Gruppenphase           | HJK Helsinki          | 2:1             | 2:1 (H) |               |
| 1995    | UEFA Intertoto Cup            | Gruppenphase           | Girondins Bordeaux    | 0:4             | 0:4 (A) |               |
| 1995    | UEFA Intertoto Cup            | Gruppenphase           | IFK Norrköping        | 3:2             | 3:2 (H) |               |
| 1995    | UEFA Intertoto Cup            | Achtelfinale           | Bayer 04 Leverkusen   | 2:5             | 2:5 (A) |               |
| 1996/97 | UEFA-Pokal                    | Qualifikation          | Sliema Wanderers      | 9:1             | 2:0 (A) | 7:1 (A)       |
| 1996/97 | UEFA-Pokal                    | 1. Runde               | Boavista Porto        | (a)4:4(a)       | 2:3 (H) | 2:1 (A)       |
| 1997    | UEFA Intertoto Cup            | Gruppenphase           | Samsunspor            | 0:2             | 0:2 (A) |               |
| 1997    | UEFA Intertoto Cup            | Gruppenphase           | Leiftur               | 3:4             | 3:4 (H) |               |
| 1997    | UEFA Intertoto Cup            | Gruppenphase           | Hamburger SV          | 1:2             | 1:2 (A) |               |
| 1997    | UEFA Intertoto Cup            | Gruppenphase           | FBK Kaunas            | 2:2             | 2:2 (H) |               |
| 2001    | UEFA Intertoto Cup            | 2. Runde               | AIK Solna             | 2:4             | 2:2 (H) | 0:2 (A)       |
| 2002/03 | UEFA-Pokal                    | Qualifikation          | Myllykosken Pallo -47 | 2:1             | 0:1 (A) | 2:0 (H)       |
| 2002/03 | UEFA-Pokal                    | 1. Runde               | Celta Vigo            | 1:2             | 0:2 (A) | 1:0 (H)       |
| 2003/04 | UEFA-Pokal                    | Qualifikation          | FC TVMK Tallinn       | 4:1             | 1:1 (H) | 3:0 (A)       |
| 2003/04 | UEFA-Pokal                    | 1. Runde               | Roter Stern Belgrad   | 5:6             | 2:2 (H) | 3:4 (A)       |
| 2004    | UEFA Intertoto Cup            | 1. Runde               | Ballymena United      | 7:0             | 0:0 (H) | 7:0 (A)       |
| 2004    | UEFA Intertoto Cup            | 2. Runde               | FC Villarreal         | 0:5             | 0:3 (H) | 0:2 (A)       |
| 2006    | UEFA Intertoto Cup            | 2. Runde               | Shelbourne FC         | 3:1             | 3:0 (H) | 0:1 (A)       |
| 2006    | UEFA Intertoto Cup            | 3. Runde               | Hibernian Edinburgh   | (a)2:2(a)       | 1:0 (H) | 1:2 (A)       |
| 2006/07 | UEFA-Pokal                    | 2. Qualifikationsrunde | AFC Llanelli          | 6:1             | 1:0 (H) | 5:1 (A)       |
| 2006/07 | UEFA-Pokal                    | 1. Runde               | Hertha BSC            | 3:2             | 2:2 (A) | 1:0 (H)       |
| 2006/07 | UEFA-Pokal                    | Gruppenphase           | FC Parma              | 1:2             | 1:2 (H) |               |
| 2006/07 | UEFA-Pokal                    | Gruppenphase           | SC Heerenveen         | 2:0             | 2:0 (A) |               |
| 2006/07 | UEFA-Pokal                    | Gruppenphase           | RC Lens               | 1:1             | 1:1 (H) |               |
| 2006/07 | UEFA-Pokal                    | Gruppenphase           | Celta Vigo            | 1:3             | 1:3 (A) |               |
| 2007/08 | UEFA-Pokal                    | 2. Qualifikationsrunde | FK Dinamo Minsk       | 5:1             | 1:1 (A) | 4:0 (H)       |
| 2007/08 | UEFA-Pokal                    | 1. Runde               | Sparta Prag           | 0:0 (3:4 i. E.) | 0:0 (A) | 0:0 n. V. (H) |
| 2008    | UEFA Intertoto Cup            | 2. Runde               | Turku PS              | 4:1             | 2:1 (A) | 2:0 (H)       |
| 2008    | UEFA Intertoto Cup            | 3. Runde               | Aston Villa           | 2:3             | 2:2 (H) | 0:1 (A)       |
| 2009/10 | UEFA Europa League            | 3. Qualifikationsrunde | Rabotnički Skopje     | 7:3             | 4:3 (A) | 3:0 (H)       |
| 2009/10 | UEFA Europa League            | Play-offs              | CFC Genua             | 2:4             | 1:3 (A) | 1:1 (H)       |
| 2010/11 | UEFA Europa League            | 3. Qualifikationsrunde | HŠK Zrinjski Mostar   | 5:3             | 5:3 (H) | 0:0 (A)       |
| 2010/11 | UEFA Europa League            | Play-offs              | FC Motherwell         | 3:1             | 2:1 (H) | 1:0 (A)       |
| 2010/11 | UEFA Europa League            | Gruppenphase           | FC Getafe             | 2:3             | 1:2 (A) | 1:1 (H)       |
| 2010/11 | UEFA Europa League            | Gruppenphase           | VfB Stuttgart         | 2:7             | 1:2 (H) | 1:5 (A)       |
| 2010/11 | UEFA Europa League            | Gruppenphase           | BSC Young Boys        | 4:4             | 2:4 (A) | 2:0 (H)       |
| 2011/12 | UEFA Champions League         | 3. Qualifikationsrunde | Panathinaikos Athen   | 5:4             | 1:1 (H) | 4:3 (A)       |
| 2011/12 | UEFA Champions League         | Play-offs              | FC Villarreal         | 1:3             | 1:0 (H) | 0:3 (A)       |
| 2011/12 | UEFA Europa League            | Gruppenphase           | Wisła Krakau          | 4:3             | 3:1 (A) | 1:2 (H)       |
| 2011/12 | UEFA Europa League            | Gruppenphase           | FC Fulham             | 2:4             | 0:2 (H) | 2:2 (A)       |
| 2011/12 | UEFA Europa League            | Gruppenphase           | FC Twente Enschede    | 3:7             | 1:4 (H) | 2:3 (A)       |

Gesamtbilanz: 97 Spiele, 36 Siege, 23 Unentschieden, 38 Niederlagen, 154:148 Tore (Tordifferenz +6)

## Kader in der Saison 2025/26
Stand: 4. August 2025
| Nr. |             | Position | Name                 |
| --- | ----------- | -------- | -------------------- |
| 1   | Danemark    | TW       | Martin Hansen        |
| 3   | Danemark    | AB       | Adam Sørensen        |
| 4   | Danemark    | AB       | Bjørn Paulsen        |
| 5   | Schweiz     | AB       | Nicolas Bürgy        |
| 6   | Danemark    | MF       | Jakob Bonde          |
| 7   | Deutschland | ST       | Fiete Arp            |
| 8   | Danemark    | MF       | Rasmus Falk          |
| 11  | Danemark    | ST       | Markus Jensen        |
| 13  | Danemark    | AB       | Julius Berthel Askou |
| 14  | Danemark    | AB       | Gustav Grubbe        |
| 15  | Danemark    | AB       | Marcus McCoy         |
| 16  | Norwegen    | TW       | Viljar Myhra         |
| 17  | Deutschland | ST       | Noah Ganaus          |

| Nr. |             | Position | Name                    |
| --- | ----------- | -------- | ----------------------- |
| 18  | Danemark    | MF       | Max Ejdum               |
| 19  | Deutschland | MF       | Tom Trybull             |
| 20  | Niederlande | AB       | Leeroy Owusu            |
| 21  | Danemark    | MF       | Nicolaj Juul-Sandberg   |
| 23  | Danemark    | ST       | William Martin          |
| 24  | Gambia      | AB       | Yaya Bojang             |
| 26  | Danemark    | ST       | Elias Hansborg-Sørensen |
| 27  | Danemark    | TW       | Marcus Eskildsen        |
| 28  | Danemark    | ST       | Magnus Andersen         |
| 29  | Gambia      | AB       | James Gomez             |
| 30  | Danemark    | TW       | Theo Sander             |
| 31  | Niederlande | ST       | Jay-Roy Grot            |
|     | Danemark    | MF       | Valdemar Grymer         |

## Rekordspieler
Stand: Januar 2011
| - Lars Høgh 817 - Steen Nedergaard 423 - Michael Hemmingsen 410 - Allan Hansen 355 - Ulrik Moseby 339 - Poul Andersen 310 - Chris Sørensen 297 - Frank Clausen 287 | - Johnny Hansen 284 - Andrew Tembo 284 - Keld Bordinggaard 283 - Torben Sangild 278 - Leon Hansen 252 - Jørgen Madsen 249 - Mwape Miti 246 |

## Trainer seit 1948
| - Denis Neville 1948–1950 - Géza Toldi 1950–1954 - Jørgen Leschly Sørensen 1955–1958 - Svend Hugger 1961 - Dragisa Milic 1962–1963 - Jørgen Leschly Sørensen 1963 - Richard Møller Nielsen 1964–1968 - Børge Jacobsen 1968 - Jack Johnson 1968–1972 - Kaj Hansen 1972–1974 - Richard Møller Nielsen 1975–1985 - Walther Richter 1986–1987 - Roald Poulsen 1988–1991 - Kim Brink 1992–1995 - Viggo Jensen 1995–1997 - Roald Poulsen 1997–1998 | - Jens Plambech 1998 - Torben Storm 1999–2000 - Troels Bech 2000–2002 - Uffe Pedersen 2002–2004 - Klavs Rasmussen / Troels Bech 2004–2005 - Bruce Rioch 2005–2007 - Michael Hemmingsen 2007 - Lars Olsen 2007–2010 - Uffe Pedersen / Henrik Clausen 2010 - Henrik Clausen / Thomas Helveg 2011–2012 - Poul Hansen 2012 - Troels Bech 2012–2014 - Ove Pedersen 2014–2015 - Kent Nielsen 2015–2018 - Jakob Michelsen 2018–2021 - Andreas Alm 2021–2023 - Søren Krogh (2023–) |

## Bekannte Spieler
| - Ole Bjørnmose (später Werder Bremen und Hamburger SV) - Roy Carroll (ehemals Manchester United und Wigan Athletic) - Kurt Christensen (ehemals Atalanta Bergamo und Lazio Rom) - Tobias Grahn (ehemals an Hertha BSC ausgeliehen) - Allan Hansen (ehemals Hamburger SV) - Thomas Helveg (ehemals AC Mailand, Inter Mailand) - Lars Høgh (5× Dänemarks Torhüter des Jahres) - Allan Nielsen (ehemals FC Bayern München) | - Dan Petersen (ehemals Ajax Amsterdam und AS Monaco) - Poul Åge Rasmussen (ehemals Atalanta Bergamo) - Björn Runström (ehemals 1. FC Kaiserslautern) - Michael Schjønberg (ehemals Hannover 96, 1. FC Kaiserslautern, Sportdirektor 1. FC Kaiserslautern) - Stig Tøfting (ehemals MSV Duisburg und Hamburger SV) - Stefan Wessels (ehemals FC Bayern München und 1. FC Köln) |